# Niclas Kirkeløkke
Niclas Kirkeløkke (Ringe, 26 de marzo de 1994) es un jugador de balonmano danés que juega de lateral derecho en el SG Flensburg-Handewitt de la Bundesliga. Es internacional con la selección de balonmano de Dinamarca.

## Palmarés

### Selección nacional
| Juegos Olímpicos   | Juegos Olímpicos             | Juegos Olímpicos  | Juegos Olímpicos |
| Año                | Lugar                        | Medalla           |                  |
| ------------------ | ---------------------------- | ----------------- | ---------------- |
| 2024               | París                        | Medalla de oro    |                  |
| Campeonato Mundial |                              |                   |                  |
| Año                | Lugar                        | Medalla           |                  |
| 2023               | Polonia y Suecia             | Medalla de oro    |                  |
| 2025               | Croacia, Dinamarca y Noruega | Medalla de oro    |                  |
| Campeonato Europeo |                              |                   |                  |
| Año                | Lugar                        | Medalla           |                  |
| 2022               | Hungría y Eslovaquia         | Medalla de bronce |                  |
| 2024               | Alemania                     | Medalla de plata  |                  |

### GOG Gudme
- Copa de Dinamarca de balonmano (1): 2019

### Rhein-Neckar Löwen
- Copa de Alemania de balonmano (1): 2023

## Clubes
| Club                   | País      | Año         |
| ---------------------- | --------- | ----------- |
| GOG Gudme              | Dinamarca | 2012 - 2019 |
| Rhein-Neckar Löwen     | Alemania  | 2019 - 2024 |
| SG Flensburg-Handewitt | Alemania  | 2024 - Act. |